# Guerra anglo-spagnola (1739-1742)
La guerra anglo-spagnola (dal 1739 al 1742) fu un conflitto coloniale fra Inghilterra e Spagna. Essa fu detta anche guerra dell'orecchio di Jenkins, così denominata poiché nel 1738 il capitano di un vascello mercantile inglese, Robert Jenkins, esibì alla Camera dei comuni un suo orecchio mozzato quale prova degli atti di violenza della marina spagnola contro i navigatori inglesi. La guerra che ne seguì nei Caraibi e nelle colonie meridionali del Nordamerica ebbe lo scopo, da parte inglese, di rompere l'egemonia spagnola nei territori delle Indie occidentali e di eliminare i commerci navali spagnoli d'oltremare.
Con i loro attacchi ai punti di appoggio spagnolo e la presa di Portobelo gli inglesi riuscirono da soli, nel primo anno di guerra, a ottenere un significativo successo. In seguito, tuttavia, le ulteriori azioni condotte dalle unità della flotta inglese in cooperazione con reparti di fanteria di un apposito corpo di spedizione fallirono e quest'ultimo si assottigliò via via a causa delle malattie tropicali, così che le battaglie nel corso del 1742 si conclusero senza risultati apprezzabili.

## Antefatti

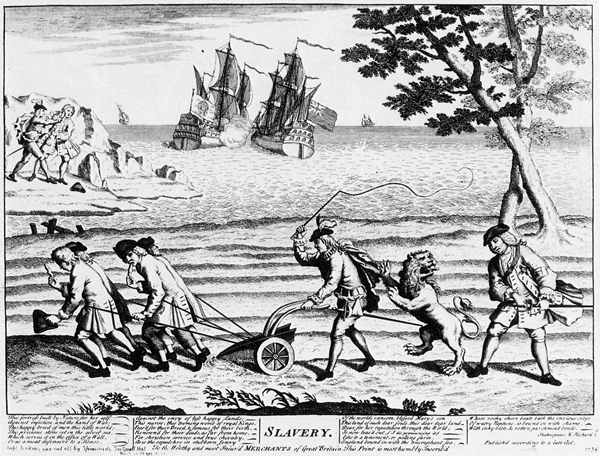
Walpole spinge il leone inglese dietro un aratore spagnolo che ha attaccato all'aratro quattro marinai inglesi. Sullo sfondo Robert Jenkins perde il suo orecchio, mentre una nave da guerra inglese combatte contro una nave spagnola che ha la peggio (caricatura inglese del 1738)

Subito dopo la Pace di Utrecht (1712) che chiuse la guerra di successione spagnola, gli inglesi, nonostante la Spagna avesse garantito alla britannica Compagnia dei Mari del Sud (South Sea Company) il diritto trentennale esclusivo dell'importazione diretta degli schiavi nei territori spagnoli del Sudamerica (Asiento) più 500 tonnellate di merci all'anno, avevano iniziato ad approfittarne ampliando il contrabbando di questo commercio.
Il tentativo spagnolo di stroncare questo contrabbando facendo perquisire le navi inglesi lungo le coste degli sbarchi con proprie navi guardia-costa, condusse a tensioni tra Spagna e Inghilterra, nonostante che con il Trattato di Siviglia (9 novembre 1729) l'Inghilterra avesse riconosciuto agli spagnoli il diritto di perquisizione delle navi inglesi dirette nelle colonie spagnole centro- e sud-americane per la verifica del rispetto dell'asiento. Tuttavia gli spagnoli interpretarono questo diritto diversamente da come lo intendevano gli inglesi e operarono numerosi sequestri di merci su navi inglesi. Da parte loro molti corsari inglesi continuavano ad attaccare e depredare le navi spagnole nei Caraibi.
Nonostante le tensioni, le relazioni anglo-spagnole migliorarono notevolmente nel periodo fra il 1732 e il 1737, allorché il governo inglese di sir Robert Walpole sostenne il punto di vista spagnolo nella guerra di successione polacca (1733 - 1738).
Il problema tuttavia rimase vivo e quando il comandante inglese Robert Jenkins, nel marzo del 1738, esibì alla Camera dei Comuni il suo orecchio conservato nell'alcool, sostenendo che gli era stato mozzato dagli spagnoli di una pattuglia guardacoste ancora nel 1731, infiammò l'ostilità anti-spagnola già latente negli inglesi e l'evento, nonostante si fosse verificato ben sette anni prima, fu considerato un affronto all'onore nazionale e quindi un casus belli.
Sebbene già fosse stato elaborato un accordo in merito fra il primo ministro inglese Robert Walpole e l'ambasciatore spagnolo, secondo il quale la Spagna si obbligava a pagare una somma a titolo risarcitorio per i carichi illegalmente confiscati agli inglesi e questo fosse stato ratificato nel gennaio del 1739 (la cosiddetta Convenzione di El Pardo), si giunse, dopo una dimostrazione della flotta inglese comandata dall'ammiraglio Haddock dinnanzi alle coste spagnole, alla rottura dell'Asiento da parte del governo spagnolo e alla confisca delle navi inglesi ancorate nei porti spagnoli. Il 14 agosto di quell'anno l'Inghilterra richiamava in patria il proprio ambasciatore in Spagna e il 9 ottobre le dichiarava guerra.

## Svolgimento del conflitto

### Il teatro di guerra delle Indie occidentali
Poiché gli inglesi erano quanto a truppe di terra decisamente inferiori in Europa agli spagnoli (e ai loro potenziali alleati francesi), ci si aspettava un successo inglese solo contro i commerci spagnoli d'oltremare. Il cuore di questi commerci era la flotta spagnola delle Indie che dai mercati di Portobello e di Cartagena, il principale porto centro-americano per il commercio dell'oro, prelevava i metalli preziosi del continente sudamericano e dopo una sosta intermedia a L'Avana, ultima stazione di rifornimento prima della traversata dell'Atlantico, li trasportava in patria. Per sconvolgere il sistema di trasporti di metallo prezioso verso la Spagna, era necessario, da parte delle truppe inglesi, occupare questi punti nevralgici del commercio spagnolo.
Dopo che i piani di guerra inglesi si erano concentrati sull'Avana e su Cartagena, l'ammiraglio inglese Edward Vernon riuscì con una sorprendente incursione a conquistare il 21 novembre 1739 la città spagnola di Portobello. Poiché Vernon, prima del suo ritiro dalla piazzaforte diretto all'isola di Giamaica, aveva fatto distruggere dai suoi soldati tutte le difese della città, Portobello rimase indifesa e per questo ormai priva di valore per la marina spagnola. Solo poco tempo dopo a Vernon riuscì un'impresa simile con il porto panamense di Chagres, cosicché già nel primo mese di guerra la Spagna aveva perduto tutti i suoi punti di appoggio sulla costa orientale dell'istmo di Panama.
Il successo conseguito a Portobello portò gli inglesi a concepire e attuare un'azione analoga in Asia per attaccare i possedimenti spagnoli in quell'area del Pacifico. Uno squadrone fu inviato nel 1740, al comando del commodoro George Anson, nelle Filippine ma la spedizione si risolse in un palese insuccesso.
Quando all'inizio del gennaio 1741 una serie di reggimenti di fanteria inglese attraversarono l'Atlantico diretti a Giamaica, divennero possibili per la prima volta grossi attacchi ai punti strategici del sistema di trasporti spagnolo. Poiché Giamaica era troppo lontana da L'Avana per poterle difendere entrambe, un attacco a Cartagena pareva quello che aveva maggiori probabilità di successo. Intanto, mentre il viceammiraglio Vernon dirigeva le operazioni della flotta, la fanteria era posta agli ordini del generale Thomas Wentworth mentre i difensori spagnoli erano comandati dall'ammiraglio Blas de Lezo. L'assedio di Cartagena da parte inglese iniziò il 9 marzo 1741.

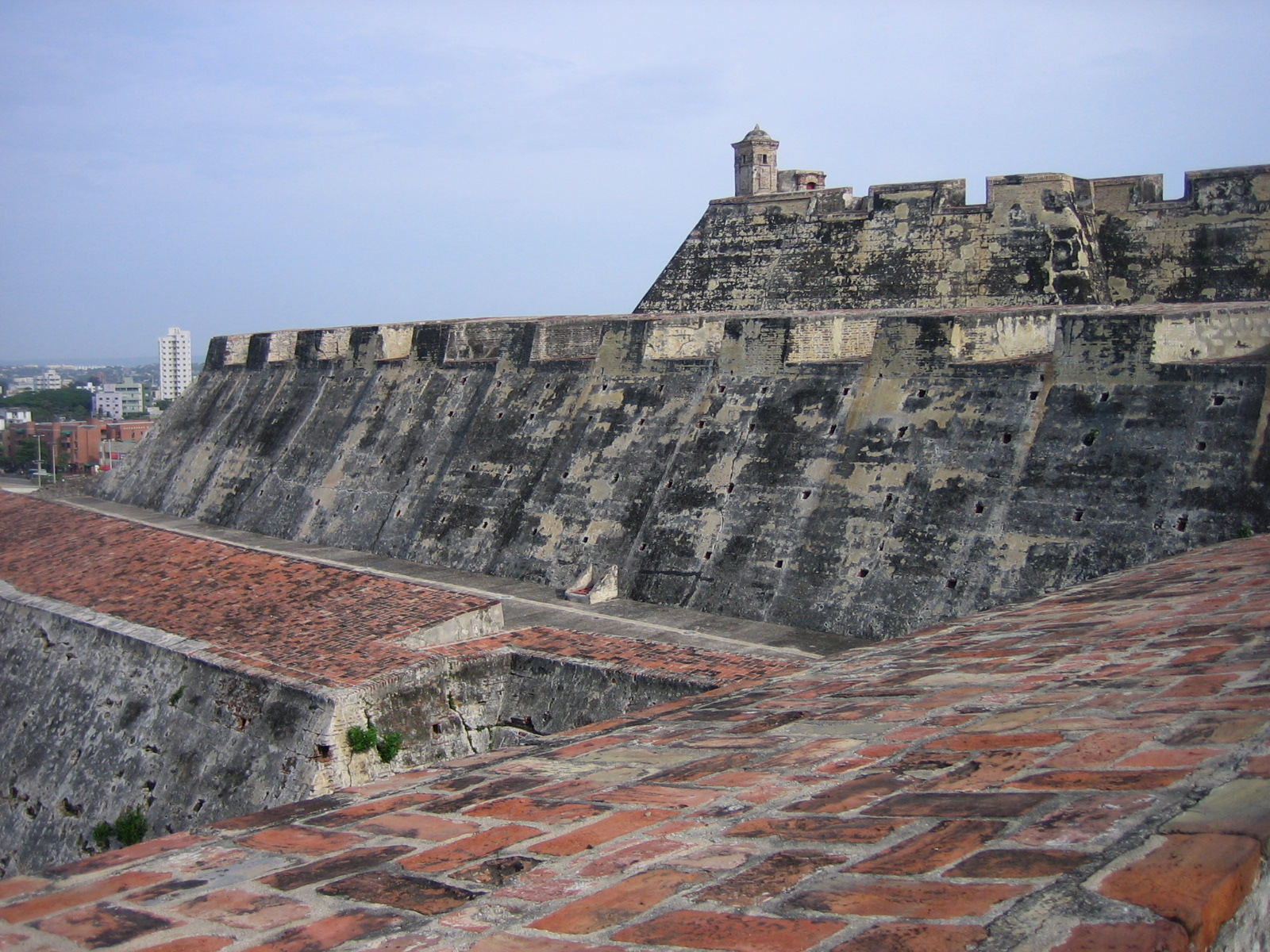
Fortezza di San Felipe de Barajas (Cartagena)

La disfatta della flotta inglese fu cruciale per il mantenimento della via marina per l'Atlantico da parte della Spagna. Nel corso dell'azione emerse che gli inglesi non dovevano combattere solo contro le sottovalutate forze nemiche, bensì anche contro le rilevanti difficoltà del mare e dell'istmo, alle quali dovettero arrendersi. Dopo rilevanti perdite (non ultime quelle dovute alle malattie tropicali), l'assedio navale fu levato infine il 9 maggio 1741.
Come successivo attacco, cadde sotto lo sguardo delle forze combinate inglesi il porto di Santiago di Cuba, poiché da esso si poteva tenere sotto controllo dallo strategico Windward Passage il percorso fra la spagnola Cuba e la francese isola di Hispaniola. Dato che le ben munite fortificazioni di Santiago e lo stretto accesso al porto parevano rendere impossibile un attacco dal mare, gli inglesi decisero per un attacco da terra, sbarcando le truppe nella Baia di Guantánamo.
Il 23 luglio del medesimo anno le truppe del generale Wentworth sbarcarono, ma si resero subito conto che da quel punto il progettato attacco alla città era impossibile a causa del pessimo stato delle strade. Ciononostante fu deciso di erigere una base inglese a nord del punto di sbarco. Durante i lavori di fortificazione dell'acquartieramento nell'interno e del luogo di ancoraggio delle navi nella baia, cadde un sempre maggior numero di soldati a causa del dilagare delle malattie tropicali, cosicché i promotori della spedizione vi dovettero rinunciare già nel dicembre di quell'anno reimbarcando le truppe superstiti e ritrasportandole in Giamaica.
Nel gennaio del 1742 l'esercito coloniale inglese, rafforzato da nuove truppe provenienti dall'Europa, decise di attaccare la città di Panama. A questo scopo doveva essere prima riconquistata Portobello, per poter poi avanzare verso sud in direzione di Panama. Come nei precedenti attacchi a Cartagena e a Santiago di Cuba, l'impresa si rivelò un disastro. A causa di un frettoloso attacco di unità della flotta del Vernon su Portobello (il piano originale prevedeva un attacco da terra), la guarnigione spagnola di Portobello ebbe il tempo di fuggire e rifugiarsi a Panama, cosicché la città fu avvertita in tempo del prossimo attacco inglese. L'impresa, priva di prospettive, dovette essere quindi annullata già a fine di marzo.

### Il ruolo della Francia
A seguito dell'alleanza fra Spagna e Francia (Patto di famiglia) anche quest'ultima fu coinvolta nel conflitto. A seguito dell'invio della formazione navale inglese nelle Indie occidentali, il cardinale Fleury reagì inviando anch'egli nelle Indie occidentali una formazione navale francese agli ordini dell'ammiraglio Antoine François de Pardaillan de Gondrin che tuttavia, dopo essere giunto al largo di Haiti, per unirsi alla flotta spagnola, a causa di un'epidemia e delle difficoltà di rifornimento, fu costretto a rientrare in Francia senza combattere. In seguito la Francia non fece alcun ulteriore tentativo di aiutare la Spagna e dal 1741 al 1744 vi fu un armistizio navale di fatto fra Inghilterra e Francia.

### Il confronto in Georgia e in Florida
La fondazione della colonia inglese della Georgia nel 1733 aveva consentito agli inglesi di raggiungere diversi obiettivi. Oltre ai motivi di carattere commerciale (coltivazione del gelso e produzione della seta, del lino e della canapa) e filantropico (insediamento di detenuti inglesi e di protestanti perseguitati in Europa), venne a proposito soprattutto della protezione delle preziose colonie della Carolina del Sud dagli spagnoli della Florida e dai francesi della Louisiana.
Dopo che gli spagnoli già nel 1735 avevano condotto un attacco di sorpresa contro Savannah, James Edward Oglethorpe, che a quel tempo esercitava i suoi poteri di governatore in Georgia, incominciò a pianificare la istituzione di una linea di difesa e il reclutamento di truppe in difesa delle giovani colonie.
Dopo essersi assicurato i fianchi mediante accordi con le popolazioni di indigeni, Oglethorpe poté, con lo scoppio della guerra fra Spagna e Inghilterra, passare a una politica più aggressiva contro la Florida. Il 1º gennaio 1740 gli inglesi incominciarono il loro attacco alla Florida ma, nonostante il forte dispendio di truppe e materiale, l'assedio della piazza spagnola di Saint Augustine, incominciato il 31 maggio di quell'anno, fallì allorché all'inizio di luglio gli assediati ricevettero rinforzi dall'Havana. Così l'impresa inglese terminò senza successo, esattamente come accadrà due anni più tardi con il contrattacco portato dagli spagnoli in Georgia (luglio 1742).

## Conclusione della guerra e sue conseguenze
Dopo il fallito tentativo di attacco degli inglesi alla città di Panama nel marzo del 1742, il corpo di spedizione britannico consisteva solo più in 1 500 combattenti circa. Ulteriori attacchi ai punti-chiave del sistema di trasporti spagnolo come La Guaira e Puerto Cabello erano diventati perciò privi di prospettive. Mentre il comandante generale della fanteria Wentworth proponeva un trasferimento delle sue truppe in Georgia, il viceammiraglio Ogle impose la sua proposta di suddividere gli uomini validi fra le sue navi da guerra.
La questione aperta della Georgia trovò soluzione nel 1748 con il Trattato di Aquisgrana (18 ottobre) Con la fine del corpo di spedizione britannico nell'America centrale e meridionale del 1742, la cosiddetta guerra dell'orecchio di Jenkins può considerarsi conclusa.
Successivamente gli inglesi incominciarono nei Caraibi una programmata guerra di corsa, con la quale posero fine quasi completamente al trasporto di metalli preziosi dalle colonie spagnole alla madrepatria. Contemporaneamente sbocciò il contrabbando inglese e olandese.
In Europa il confronto fra le grandi potenze coloniali fu messo in ombra dallo scoppio della guerra di successione austriaca (1740-1748).

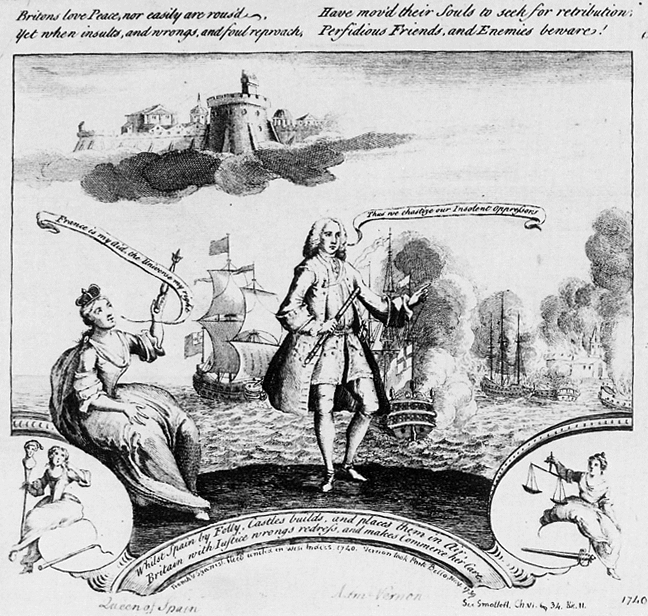
La Spagna costruisce castelli in aria mentre l'Inghilterra si prende cura dei propri commerci (caricatura inglese del 1740). In centro l'immagine del vice-ammiraglio Vernon che, grazie alla sua vittoria di Portobello, diviene un eroe inglese.

## Cronologia
- 1738
  - Marzo: il capitano Jenkins presenta alla Camera dei Comuni il suo orecchio mozzo
- 1739
  - Ottobre: dichiarazione ufficiale di guerra alla Spagna da parte inglese
  - Novembre: presa di Portobello e di Chagres da parte dell'ammiraglio Vernon
- 1740
  - Maggio: truppe inglesi provenienti dalla Georgia al comando del colonnello James Oglethorpe assediano Saint Augustine in Florida
  - Luglio: a seguito dell'intervento di rinforzi spagnoli provenienti da Havana l'assedio viene tolto
  - Novembre: una flotta con un totale di dieci reggimenti inglesi compare nei Caraibi ma viene trattenuta più volte a causa del maltempo
  - Novembre: la Francia invia nelle Indie occidentali una flotta di 22 navi al comando dell'ammiraglio d'Antin per sostenere la Spagna
- 1741
  - Gennaio: il corpo di spedizione inglese entra a Giamaica
  - Marzo-maggio: vano assedio di due mesi portato alla città spagnola di Cartagena
  - Luglio-dicembre: analogo tentativo fallito di conquista da parte inglese di Santiago di Cuba e di creare una base inglese sull'isola
- 1742
  - Gennaio: forte riduzione numerica del contingente di fanteria inglese a causa di epidemie
  - Maggio: fallito tentativo inglese di conquistare, con truppe fresche giunte dall'Inghilterra la città di Panama
  - Giugno: combattimenti di Saint-Tropez
  - Luglio: contrattacco spagnolo in Georgia respinto dagli inglesi